# 蒙哥馬利縣 (紐約州)
蒙哥馬利縣（英語：Montgomery County）是美國紐約州中部的一個縣。面積1,063平方公里。根據美國2000年人口普查，共有人口49,708人。縣治方達（Fonda）。
成立於1772年3月12日，縣名紀念美國獨立戰爭中戰死的理查·蒙哥馬利。